# Ајрис Апфел
Ајрис Апфел (Њујорк, 29. август 1921 — Палм Бич, 1. март 2024) била је америчка дизајнерка, препознатљива по свом уникатном и блиставом стилу. Многи је памте по огромним наочарима, као незаобилазном модном детаљу. Поред модног дизајна бавила се и дизајном ентеријера. Од 1950. до 1952 године, са својим супругом Карлом се бавила дизајном текстила. Тај посао је подразумевао и уговор са Белом кућом. Велику пажњу јавности је привукла након признања за изложбу у Метрополитeн музеју уметности. Признање је добила у пензији 2005. 

## Живот
Рођена је као Ајрис Барел у Асторија, Квинс, Њујорку 29. августа 1921. Као једино дете, рођена је у породици која се бавила приватним пословима. Отац, Самуел Барел (1897 - 1967) је радио са огледалом и стаклима, а мајка, Сади Барел (1898-1998) је поседовала модни бутик. Од детета је волела да истражује улице Менхетна. Своју колекцију необичног накита започела је купујући по антикварницама широм света. Похађала је уметничку школу у Висконсину, а студирала је историју уметности на Универзитету у Њујорку. 

## Каријера
Ајрис је као млада радила као преводилац и дизајнер ентеријера. За Карла Апфела се удала 1948 и започела са њим рад у текстилном дизајну. Захваљујући послу, брачни пар је путовао широм света. 2011. године постаје ванредни професор на Универзитету Тексас у Остину, а 2016. године постаје заштитно лице аустралијског бренда Блу Илужн. У 97. години је потписала уговор као модел са агенцијом ИГМ. Томи Хилфингер ју је охрабрио да потпише уговор са званичним представником. Успешно је сарађивала са Ђорђом Арманијем, Карлом Лагерфелдом и другима. 